# نونو كافاليرو
نونو كافاليرو هو لاعب كرة قدم برتغالي في مركز نصف الجناح، ولد في 7 يناير 1976 في لشبونة في البرتغال. لعب مع إستريلا دا أمادورا وسبورتينغ براغا وموريرينسي ونادي جنوب الصين ونادي فاماليساو ونادي فيزيلا.

## وصلات خارجية
- نونو كافاليرو على موقع قاعدة بيانات كرة القدم.إي يو (الإنجليزية)